# 297e régiment d'infanterie (France)
Le 297e régiment d'infanterie (297e RI) est un régiment d'infanterie de l'Armée de terre française constitué en 1914 avec les bataillons de réserve du 97e régiment d'infanterie.
À la mobilisation, chaque régiment d'active créé un régiment de réserve dont le numéro est le sien plus 200.

## Création et différentes dénominations
- Août 1914 : 297e Régiment d'Infanterie
- Ce régiment a conservé la même dénomination jusqu'à sa dissolution à l'issue de la guerre 1914-1918.

## Historique des garnisons, combats et batailles du297eRI

### Première Guerre mondiale

#### Affectations
- 129e Division d'Infanterie de juin 1915 à octobre 1918

#### 1914
- Ce régiment participe à l'offensive d'Alsace déclenchée à la fin de l'année. Il est engagé le 25 décembre à Steinbach et dans les combats de la "cote 425", où il aurait perdu 450 hommes[1].

#### 1916
Ce régiment reçoit un renfort du 34e régiment territorial.
- Il participe à la bataille de Verdun où Il est en particulier engagé directement dans les combats menés devant Thiaumont du 23 au 30 juin 1916 pour la reprise des forts de Douaumont et de Vaux par les troupes françaises.

Lors de cette "semaine terrible", Le « journal des marches et des opérations » (JMO) du régiment fait état des pertes suivantes :
- Officiers : 12 tués, 14 blessés, 1 prisonnier ;
- Sous-officiers et soldats : 141 tués, 183 disparus, 660 blessés, aucun prisonnier.

Il est probable que la majorité des disparus et un grand nombre parmi les blessés soit rapidement venue grossir le nombre des « morts au champ d'honneur ».

#### 1917
- En juin, le régiment reçoit des renforts en provenance du 44e régiment d'infanterie territoriale et du 170° Régiment d'Infanterie aux fins de l'offensive de la Malmaison le 23 octobre 1917 préparée par le général Pétain.(extraits du registre matricule du recrutement- 7e Région Militaire - Belfort).

#### 1919
Le 44°  régiment d'infanterie aurait été dissous le 20 février 1919 à Metz. Le "journal des marches et des opérations" du régiment s'interrompt au 18 janvier 1919.
Le bilan général des pertes subies par le régiment durant la Première Guerre mondiale, établi dans le dernier fascicule du JMO est le suivant :
- Pertes générales : 7 575
- Officiers : 190 se répartissant en : 52 tués, 90 blessés, 22 intoxiqués, 12 disparus, 9 décès à la suite de blessure et 1 des suites de maladie, 4 prisonniers.
- Sous-officiers et hommes de troupe : 7385 répartis en : 1 125 tués, 3921 blessés, 1 265 intoxiqués, 875 disparus, 126 décès à la suite de blessure et 17 des suites de maladie, 46 prisonniers ;

Enfin, il est fait état de la perte ou disparition de 89 chevaux.

## Drapeau
Il porte, cousues en lettres d'or dans ses plis, les inscriptions suivantes :
- Verdun 1916
- Flandres 1918[4]

## Personnages célèbres ayant servi au297eRI
Gaston Lechevalier, Capitaine au 297e Régiment d’Infanterie, Chevalier de la Légion d’Honneur, décoré de la Croix de Guerre, cité à l’ordre de l’Armée, libraire-éditeur, fut tué le 22 juin 1917. Il est inhumé au Cimetière du Montparnasse. Il était le frère aîné de Louis Lechevalier, maire adjoint du VIe arrondissement, Chevalier de la Légion d’Honneur.

### Sources et bibliographie
1. ↑  « steinbach68.org/page70.htm »(Archive.org • Wikiwix • Archive.is • Google • Que faire ?).
2. ↑  « jmo.memoiredeshommes.sga.defen… »(Archive.org • Wikiwix • Archive.is • Google • Que faire ?).
3. ↑  Décision no 12350/SGA/DPMA/SHD/DAT du 14 septembre 2007 relative aux inscriptions de noms de batailles sur les drapeaux et étendards des corps de troupe de l'armée de terre, du service de santé des armées et du service des essences des armées, Bulletin officiel des armées, no 27, 9 novembre 2007
4. ↑  L'offensive des Flandres, dans le Nord et en Belgique en octobre 1918.